# هیچ‌کجا مثل خانه نیست
هیچ‌کجا مثل خانه نیست (ایتالیایی: A casa tutti bene) یک فیلم کمدی-درام ایتالیایی به کارگردانی گابریل موچینو است که در سال ۲۰۱۸ منتشر شد.

## بازیگران
- استفانو آکورسی
- کارولینا کرشنتینی
- تئا فالکو
- پیرفرانچسکو فاوینو
- کلاودیا جرینی
- ماسیمو گینی
- سابرینا ایمپاچاتوره
- ایوانو مارسکوتی
- جولیا میکلینی
- ساندرا میلو
- جامپائولو مورلی
- استفانیا ساندرلی
- والریا سولارینو
- جانمارکو تونیاتسی
- النا کوچی